# Sander van der Weide
Sander van der Weide, né le 21 juin 1976 à Boxtel, est un joueur néerlandais de hockey sur gazon.

## Palmarès
- Médaille d'or aux Jeux olympiques de Sydney en 2000
- Médaille d'argent aux Jeux olympiques d'Athènes en 2004[1]